# Bomere Heath and District
Bomere Heath and District är en civil parish i Storbritannien. Den ligger i grevskapet Shropshire i riksdelen England, i den södra delen av landet, 230 km nordväst om huvudstaden London.